# Miguel Ángel Gamboa
Miguel Ángel Luis Gamboa Pedemonte (Hualqui, 21 giugno 1951) è un ex calciatore cileno, di ruolo attaccante.